# NGC 7082
NGC 7082 (بالألمانية: NGC 7082) الذي يرمز له بالرمز NGC 7082، هو نجم، في كوكبة الدجاجة (كوكبة).

## الاكتشاف
اكتشف في 19 أكتوبر 1788، بواسطة ويليام هيرشل.